# Araucarioxylon
Az Araucarioxylon a tűlevelűek (Pinopsida) osztályának fenyőalakúak (Pinales) rendjébe, ezen belül az araukáriafélék (Araucariaceae) családjába tartozó fosszilis nemzetség.

## Rendszertani besorolása
Az Araucarioxylon arizonicumot az araukáriafélék családjába sorolják. A növényt először 1889-ben, az amerikai ősnövénytan kutató Frank Hall Knowlton írta le.
Egyesek szerint ez a fosszilis növény valójában nem egy faj, hanem több növény nemzetség és faj együttese. 2007-ben, Knowlton a szüntípusokon végzett vizsgálatot, és arra a következtetésre jutott, hogy ez az Araucarioxylon valójában, három különféle növényfajból tevődik össze: Pullisilvaxylon arizonicum, Pullisilvaxylon daughertii és Chinleoxylon knowltonii. Ez esetben az Araucarioxylon nemzetség név többé nem kellene érvényes legyen (nomen illegitimum); és a Petrified Forest Nemzeti Park több fosszilis növényfajt mutathat be.

## Előfordulása
Az Araucarioxylon a triász kor idején élt, mintegy 250-200 millió évvel ezelőtt. Elterjedési területe magába foglalja Arizona északi részét és a szomszédos Új-Mexikó egy kis részét, vagyis azt a területet, ahol ma a 378,51 négyzetkilométeres Petrified Forest Nemzeti Park található. A maradványait, amelyek hatalmas fatörzsekből állnak, a Chinle Formationban fedezték fel. A lelőhelyén olyan sok maradványa van, hogy a helybéli emberek építő anyagnak is használták.
Az Araucarioxylon nemzetségbe, csak az Araucarioxylon arizonicum tartozik.

## Megjelenése
Ennek a fosszilis araukáriafélének a megkövesedett maradványait, „szivárvány fának” is nevezik, mivel a múzeumokba bemutatott darabok, igen nagy színváltozatban mutatkoznak. A vörös és sárga színeket a vas-oxidoknak köszönheti, a vöröset a hematitnak (vörösvasérc) és a sárgát a limonitnak (barnavasérc). A lila színárnyalatot a kvarcmátrixban eloszló, különlegesen finom vörösvasérc-gömböcskék adják, nem mangán-eredetű, ahogy azelőtt gondolták.

## Képek

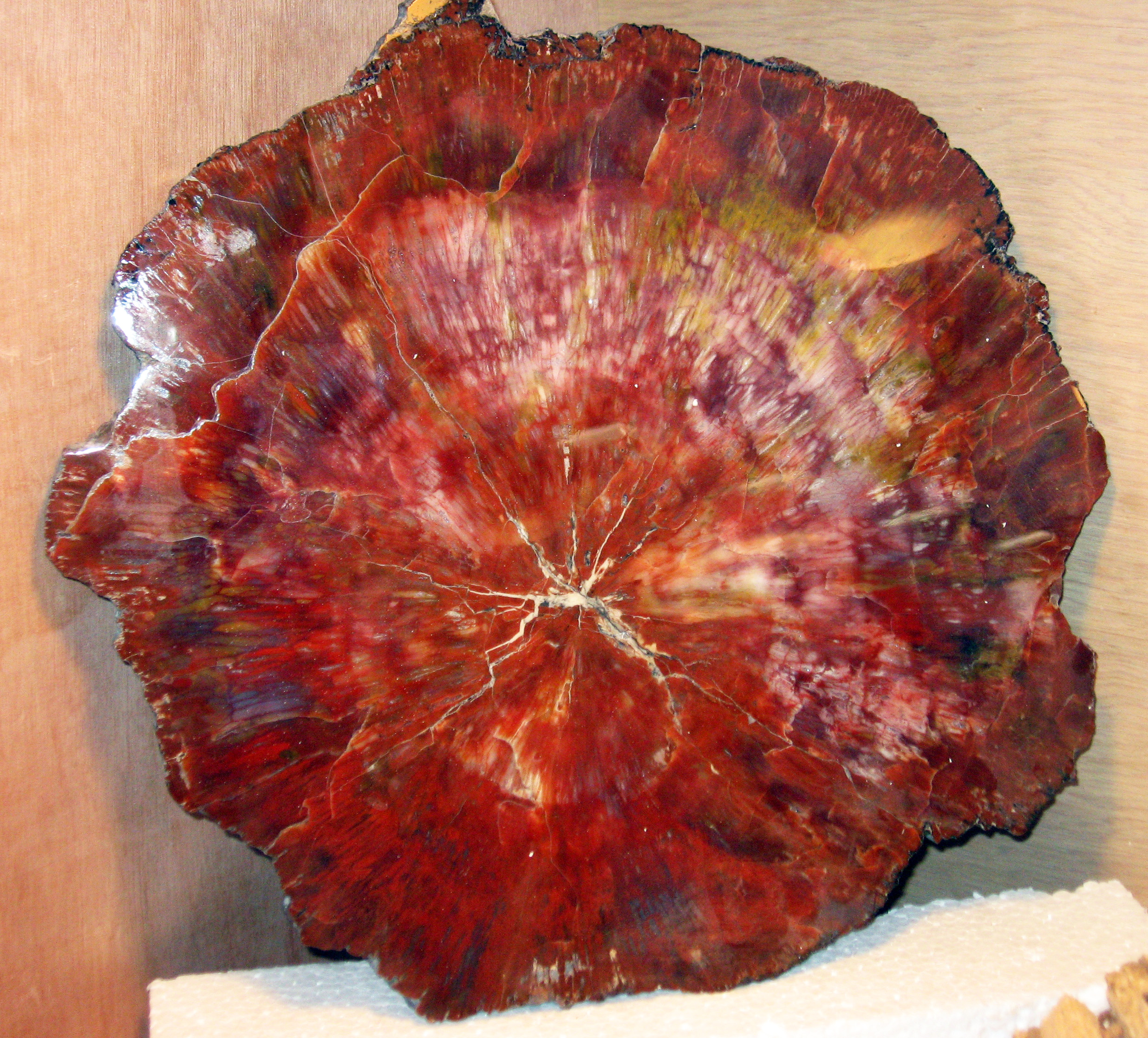
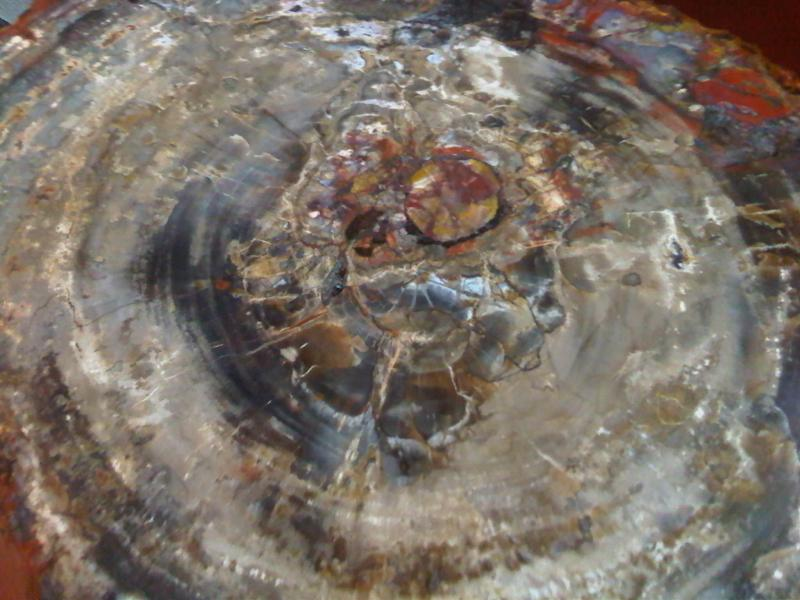
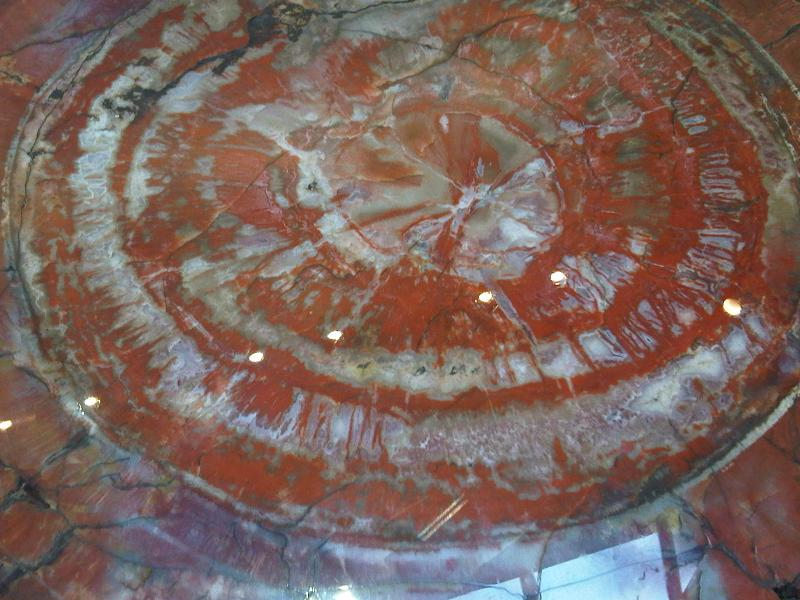
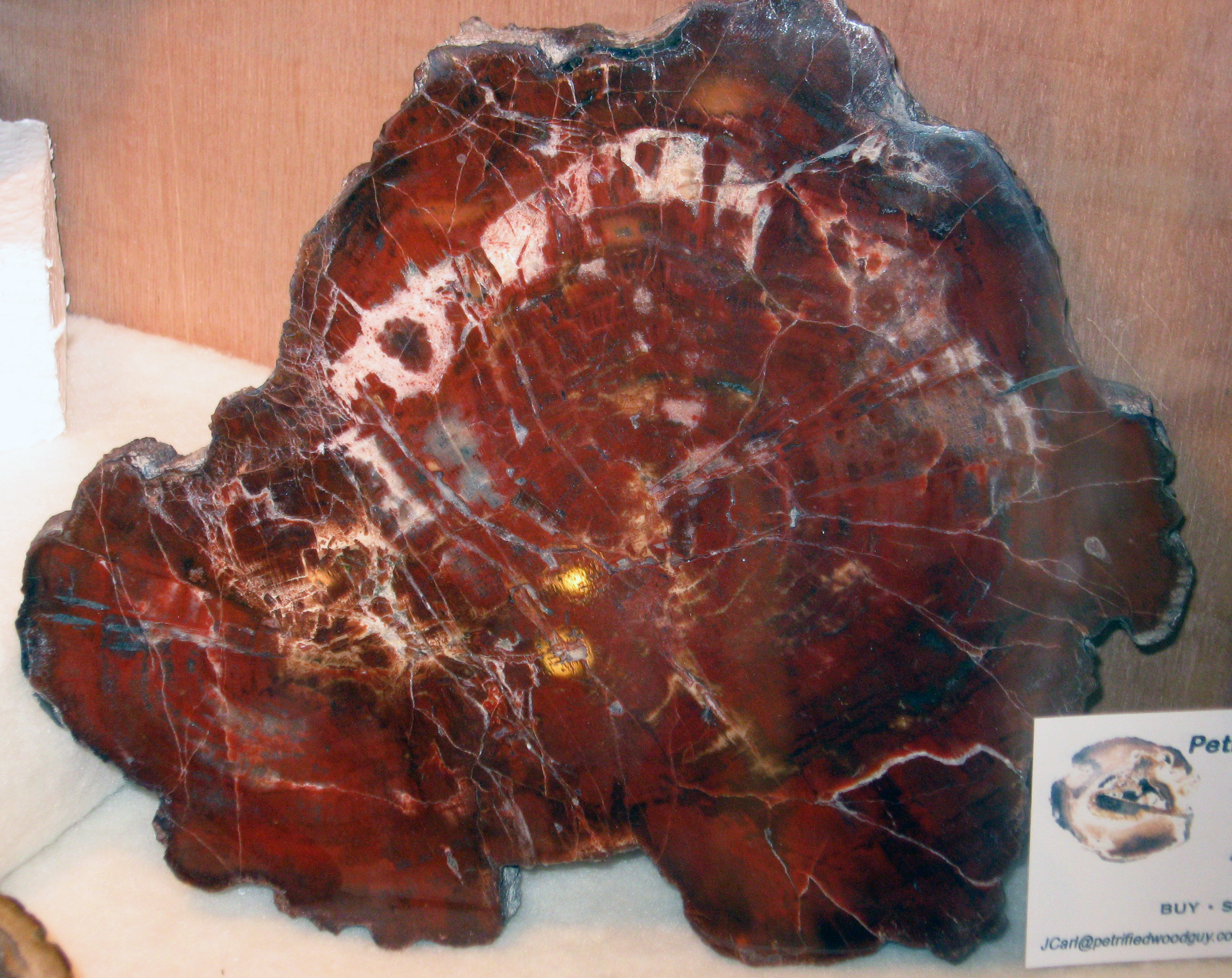
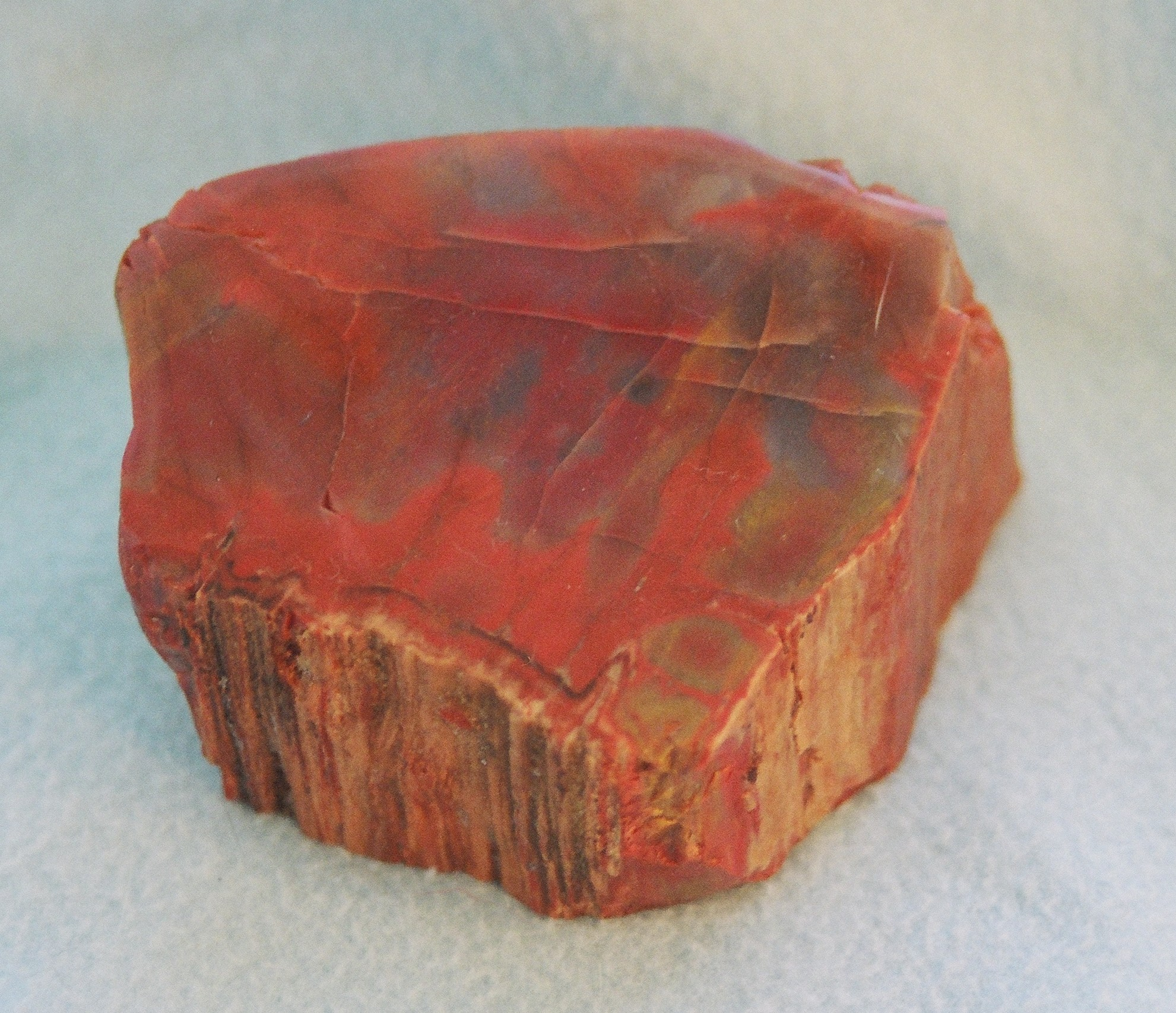
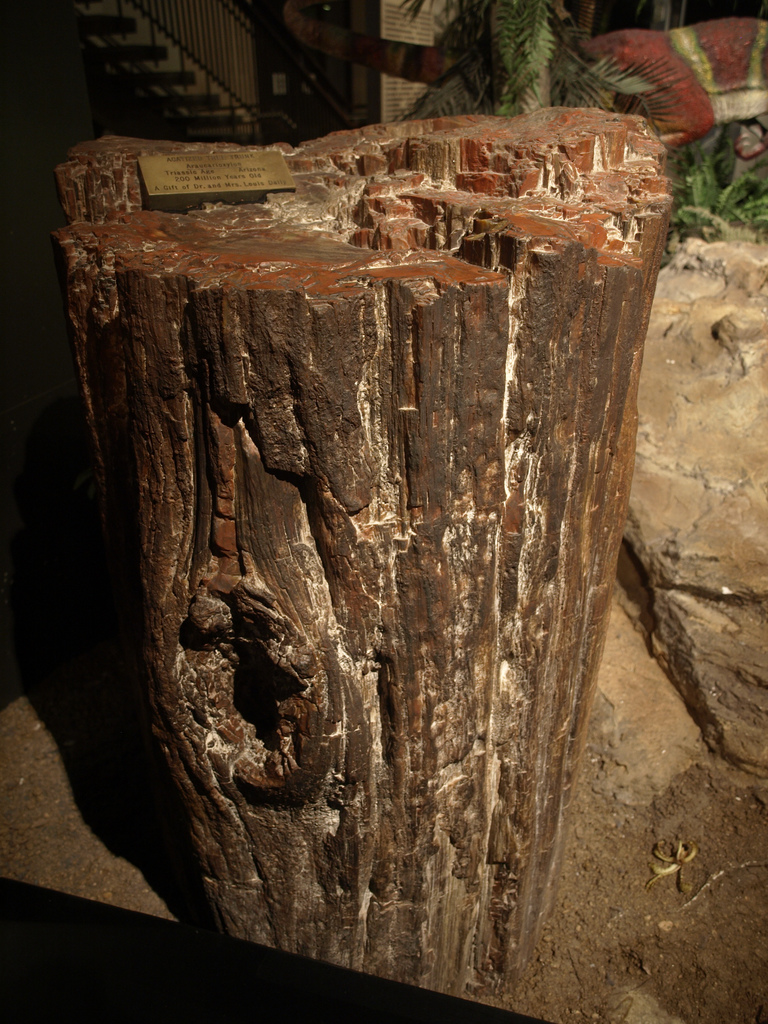
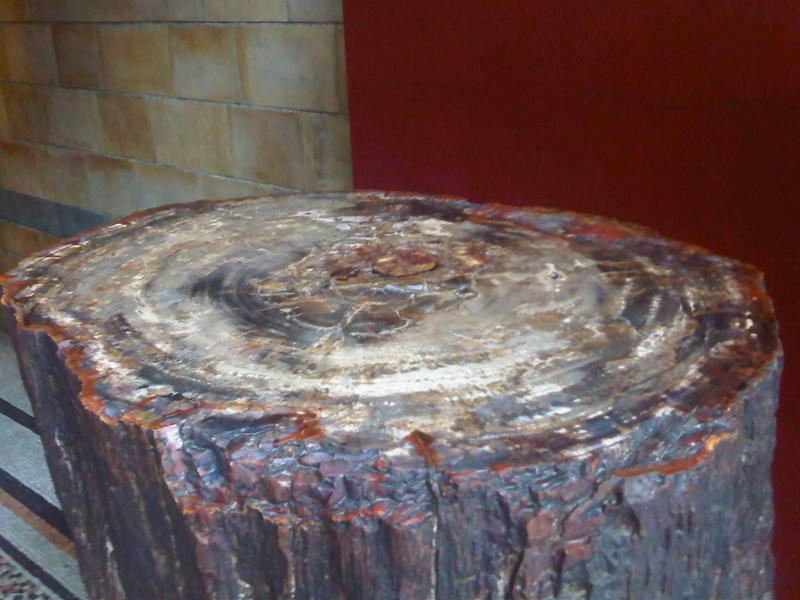

## Ősbiológia
250-200 millió évvel ezelőtt, a triász korban, Arizona sík, trópusi terület volt, amely a Pangea északnyugati részén feküdt. Ezen a területen, hatalmas A. arizonicum erdők nőttek. A fák körülbelül 60 méter magasak és 60 centiméter átmérőjűek voltak. A fák törzseiben rovarlárva járatok vannak, amelyeket valószínűleg az álszúfélékhez (Anobiidae) hasonló bogarak rágtak.

## Fordítás
- Ez a szócikk részben vagy egészben  az   Araucarioxylon arizonicum című angol Wikipédia-szócikk ezen változatának fordításán alapul.  Az eredeti cikk szerkesztőit annak laptörténete sorolja fel. Ez a jelzés csupán a megfogalmazás eredetét és a szerzői jogokat jelzi, nem szolgál a cikkben szereplő információk forrásmegjelöléseként.